# توميسلاف بافلوف
توميسلاف بافلوف (10 يونيو 1991 في بلغاريا - ) هو لاعب كرة قدم بلغاري في مركز الوسط. شارك مع منتخب بلغاريا تحت 17 سنة لكرة القدم. أما مع النوادي، فقد لعب مع سسكا صوفيا وFC Minyor Pernik ‏ وماريك دوبنيتسا ‏ وبيرين بلاغويفغراد.

## وصلات خارجية
- توميسلاف بافلوف على موقع قاعدة بيانات كرة القدم.إي يو (الإنجليزية)
- توميسلاف بافلوف على موقع Soccerway.com (الإنجليزية)